# Dead or Alive 4
Dead or Alive 4 — видеоигра в жанре файтинг, созданная компанией Team Ninja эксклюзивно для игровой консоли Xbox 360.

## Обзор
Сюжет игры сосредоточен на истории Елены, молодой женщины, принимающей штурвал власти компании DOATEC после гибели отца.
Игра является труднее предыдущих игр серии. «Лёгкий» уровень сложности был попросту удалён из игры. Компьютерные игроки зачастую могут предугадать движения игрока и часто наносят комбо с самого начала раунда, их броски почти невозможно предотвратить. К тому же, сложность компьютерных игроков возрастает по мере продвижения игры. Блоки против компьютера почти не работают, так как он сразу использует бросок.

## Особенности игры
Система ведения боя была перестроена, учитывается не только мастерство вашего любимого героя, но и стратегия построения поединка.

## Новые персонажи
«DOA4» добавляет три новых персонажа: Кокоро, молодая гейша, Элиот, шестнадцатилетний парень из Англии и ученик Юань Фу, и Бабочка (исп. La Mariposa), рестлер-женщина.
Также, в игру добавлен секретный персонаж из серии игр «Halo» по имени Николь-458. Также был добавлен уровень «станция Нассау» по той же теме.
Финальным боссом игры для большинства персонажей является АЛЬФА-152, которая может нанести более 70 % урона лишь одной комбо, а также может мгновенно телепортироваться в любую точку уровня.
Для некоторых персонажей, последняя схватка отличается. Например, Баймену и Елене приходится драться с Кристи, Кокоро и Кристи дерутся с Еленой, Тина и Басс дерутся друг с другом, Хитоми дерётся с Эйном (альтер эго Хаятэ), Лей Фанг — с Джанном Ли, а Элиот соревнуется с мастером Юань Фу.

## Персонажи
Все имена актёров озвучивания даны в восточном порядке, то есть фамилия перед именем.
- Рю Хаябуса (яп. リュウ・ハヤブサ, Ryu Hayabusa) — японский ниндзя; дерётся в стиле ниндзюцу. Озвучен Хори Хидэюки.
- Хаятэ (яп. 疾風, Hayate) — японский ниндзя; дерётся в стиле ниндзюцу муген теньсин. Озвучен Мидорикава Хикару.
- Касуми (яп. 霞, Kasumi) — японский ниндзя; дерётся в стиле ниндзюцу муген теньсин. Озвучена Кувасима Хоко.
- Аянэ (яп. 綾音, Ayane) — женщина-ниндзя (Куноити) из Японии; дерётся в стиле ниндзюцу хадзин мон. Озвучена Ямадзаки Вакана.
- Эйн (нем. Ein — «один») — альтер эго Хайате потерявший память; дерётся в стиле карате. Озвучен Мидорикава Хикару.
- Хитоми (яп. ヒトミ, Hitomi) — немецко-японская учительница карате; дерётся в стиле карате. Озвучена Хориэ Юи.
- Елена (англ. Helena) — французская оперная певица, внебрачная дочь Фэйма Дугласа; дерётся в стиле пигуацюань. Озвучена Кояма Юка.
- Кристи (англ. Christie) — британская наёмная убийца; дерётся в стиле змеиного кунфу. Озвучена Мицуиси Котоно.
- Кокоро (яп. こころ, Kokoro) — японская начинающая гейша; дерётся в стиле бацзицюань. Озвучена Кавасуми Аяко.
- Байман (англ. Bayman) — русский командос-наёмник; дерётся в стиле боевого самбо. Озвучен Гинга Бандзо.
- Леон (англ. Leon) — итальянский наёмник; дерётся в стиле боевого самбо. Озвучен Тотани Кодзи.
- Юань Фу (кит. упр. 元夫, пиньинь Yuán Fū) — пожилой китайский мастер; дерётся в стиле синъицюань. Озвучен Аоно Такэси.
- Элиот (англ. Eliot) — британский ученик Юан Фу; дерётся в стиле синъицюань. Озвучен Минагава Дзюнко.
- Брад Ван (кит. упр. 王, пиньинь Wang) — китайский пьяный мастер; дерётся в стиле зуицюань. Озвучен Кисино Юкимаса.
- Ли Чжэн (кит. упр. 李振, пиньинь Li Zheng) — китайский телохранитель; дерётся в стиле Джит Кун-До (стиль Брюса Ли). Озвучен Фурикава Тосио.
- Ли Фэн (кит. упр. 麗鳳, пиньинь Lì Fèng) — китайская студентка; дерётся в стиле тайцзицюань. Озвучена Тома Юми.
- Зак (англ. Zack) — афроамериканский искатель приключений (в основном в поисках сокровищ); дерётся в стиле муай-тай. Озвучен Симада Бин.
- Тина Армстронг (англ. Tina Armstrong) — американская профессиональная реслерша, дочь Басса; дерётся в стиле реслинга. Озвучена Нагасима Юко.
- Басс Армстронг (англ. Bass Armstrong) — американский профессиональный реслер; дерётся в стиле реслинга. Озвучен Гори Дайсукэ.
- Лиза (англ. Lisa) — американская профессиональная реслерша известная как Бабочка (исп. La Mariposa); дерётся в стиле луча либре (мексиканский реслинг) с элементами капоэйры. Озвучена Сакамото Маая.
- Николь (SPARTAN-458) (англ. Nicole) — суперсолдат-женщина из вселенной Halo; дерётся в стиле военного близкого боя (CQB). Озвучена Лисса Браун.
- Тэнгу (яп. 天狗, Tengu) — пришелец из другого измерения (основан на мифических тэнгу); дерётся в стиле тэнгу до. Озвучен Сака Осаму.

## Отзывы
| Сводный рейтинг | Сводный рейтинг |
| Агрегатор       | Оценка          |
| --------------- | --------------- |
| GameRankings    | 85,49 %         |